# Gronovia
Gronovia ist eine Pflanzengattung aus der Familie der Blumennesselgewächse (Loasaceae). Sie enthält zwei Arten, die in Süd- und Mittelamerika beheimatet sind. Benannt wurde sie nach Jan Frederik Gronovius.

## Beschreibung
Es handelt sich um kletternde, einjährige krautige Pflanzen, die mit Nesselhaaren sowie mit stechenden Haaren besetzt sind. Die Blattspreiten sind nierenförmig und tief gebuchtet bzw. gelappt mit je drei bis vier Lappen auf jeder Seite, lang spitz zulaufend, häutig und ganzrandig.
Die Blütenstände sind endständig und thyrsenähnlich, typischerweise mit einem Dichasium ganz außen und zusätzlich einer monochasialen Parakladie. 
Die Kelchblätter sind unverwachsen oder zur Spitze hin verwachsen, gelb bis gelbgrün. Die Kronblätter sind ganz und entweder in den Kelch eingeschlossen oder ihn lang überragend, dünn häutig und blassgelb. Den Staubblättern fehlt ein ausdifferenziertes Konnektiv. 
Die Chromosomenzahl beträgt n = 37.

## Verbreitung
Die beiden Arten wachsen als schnellwachsende Kräuter in Regenwäldern von Nordwest-Peru bis nach Mexiko.

## Systematik
Erstbeschrieben wurde Gronovia 1753 durch Carl von Linné. Typusart ist Gronovia scandens L. Die Gattung wird in die Unterfamilie Gronovioideae eingeordnet und steht in ihr der Gattung Fuertesia sehr nahe. Zur Gattung zählen zwei Arten.
- Gronovia scandens L.: Sie kommt von Mexiko bis Peru vor.[2]
- Gronovia longiflora Rose: Sie kommt im südwestlichen Mexiko vor.[2]

## Nachweise
- Maximilian Weigend: Loasaceae. In: Klaus Kubitzki (Hrsg.): The Families and Genera of Vascular Plants. Volume 6: Flowering Plants, Dicotyledons: Celastrales, Oxalidales, Rosales, Cornales, Ericales. Springer, Berlin / Heidelberg / New York 2004, ISBN 3-540-06512-1, S. 248 (englisch, eingeschränkte Vorschau in der Google-Buchsuche).
- Maximilian Weigend: Familial and generic classification. Online, Zugriff am 1. August 2008